# Abraxas exquisitaaenae
Abraxas exquisitaaenae är en fjärilsart som beskrevs av Rayner 1920. Abraxas exquisitaaenae ingår i släktet Abraxas och familjen mätare. Inga underarter finns listade i Catalogue of Life.